# Piotr Parzyszek
Piotr Parzyszek (* 8. září 1993, Toruň, Polsko) je polsko-nizozemský fotbalový útočník, od roku 2017 hráč klubu PEC Zwolle. Oblékal dresy mládežnických reprezentací Polska.

## Klubová kariéra
Parzyszek přišel z mládežnického týmu do A-mužstva nizozemského druholigového klubu De Graafschap před začátkem sezóny 2012/13 (v červenci 2012). V přípravě byl nejlepším střelcem mužstva.
V soutěžním zápase debutoval ve věku 18 let pod trenérem Pieterem Huistrou 10. srpna 2012 v utkání se SBV Excelsior, který skončil vítězstvím domácího De Graafschap 2:0. Parzyszek přišel na hřiště v 80. minutě. První ligový gól vstřelil 9. listopadu 2012 v domácím střetnutí s FC Dordrecht, avšak k zisku bodů nevedl, jeho tým prohrál 3:4. 1. února 2013 vstřelil dva góly proti hostujícímu Almere City FC (výhra 5:1). 13. září 2013 vstřelil hattrick v utkání proti domácímu VVV-Venlo, výrazně se tak podílel na vítězství svého týmu 4:0. Střeleckou formu potvrzoval dál, 28. září vstřelil gól proti SBV Excelsior a pomohl tak k obratu na konečných 2:1 pro svůj tým. Byla to jeho desátá branka sezóny.
30. ledna 2014 jej koupil anglický klub Charlton Athletic FC, kde hráč podepsal smlouvu na 4½ roku.

## Reprezentační kariéra
Parzyszek hrál za polské mládežnické reprezentační výběry U17, U18, U20 a U21.